# Stefan Kaufmann
Stefan Kaufmann (nascido em 4 de agosto de 1960, Solingen) é um músico alemão, conhecido por seu trabalho nas bandas de heavy metal Accept e U.D.O. Após passa 15 anos na banda Accept, com a qual gravou nove discos de estúdio, ele teve de afastar-se do posto de baterista devido a problemas de saúde. Logo após, seguiu no projeto solo do vocalista  Udo Dirkschneider como guitarrista e permaneceu lá por mais 15 anos, tocando igualmente em nove álbuns.
Kaufmann produziu Staying a Life e All Areas - Worldwide, contribuiu com inúmeras composições do Accept e produziu todos os álbuns de U.D.O. entre 1990 e 2011. Ele também trabalhou extensivamente como produtor musical para outras bandas. Em 2012, após mais complicações com sua saúde, aposentou-se como músico.

## Discografia
| Álbuns de estúdio - I'm a Rebel (1980) - Breaker (1981) - Restless and Wild (1982) - Balls to the Wall (1983) - Metal Heart (1985) - Russian Roulette (1986) - Eat the Heat (1989) - Objection Overruled (1993) - Death Row (1994) Álbuns ao vivo - Kaizoku-Ban' (1985) - Staying a Life (1990) - All Areas - Worldwide (1997) | Álbuns de estúdio - Solid (1997) - No Limits (1998) - Holy (1999) - Man and Machine (2002) - Thunderball (2004) - Mission No. X (2005) - Mastercutor (2007) - Dominator (2009) - Rev Raptor (2011) Álbuns ao vivo - Live from Russia (2001) - Nailed to Metal - The Missing Tracks (2003) - Mastercutor Live (2008) |